# Porto della Bandita
Il porto della Bandita è un porto di Palermo.

## Posizione
Il porto si trova nella zona meridionale della città, nel lungomare della zona di Bandita, tra lo Sperone ed Acqua dei Corsari. Il tratto di costa in cui si trova non è altro che il centro esatto del golfo di Palermo. Nell'arenile vi sono numerose barche alcune appartenenti ai pescatori professionisti, in legno e dipinte con colori molto accesi e variopinti, le restanti sono delle barche in vetroresina, che appartengono ai pescatori dilettanti.

## Struttura
Il porto è formato da due moli, uno è diritto e l'altro forma una "L" entrambi misurano circa 100 m, l'arenile è composto da sabbia molto grossa, derivante dalla frantumazione di pietre, in quanto nella zona adiacente vi era una discarica pubblica. Purtroppo questo ha causato l'insabbiamento dell'80 % del porto. Viene utilizzato da piccole imbarcazioni da diporto e non dispone di alcun servizio. Il fondale è molto basso, e nelle adiacenze circa 50 metri, vi sono numerosi negozi quali: generi alimentari, panificio, macellaio, pescheria, bar.